# Sitotroga cerealella

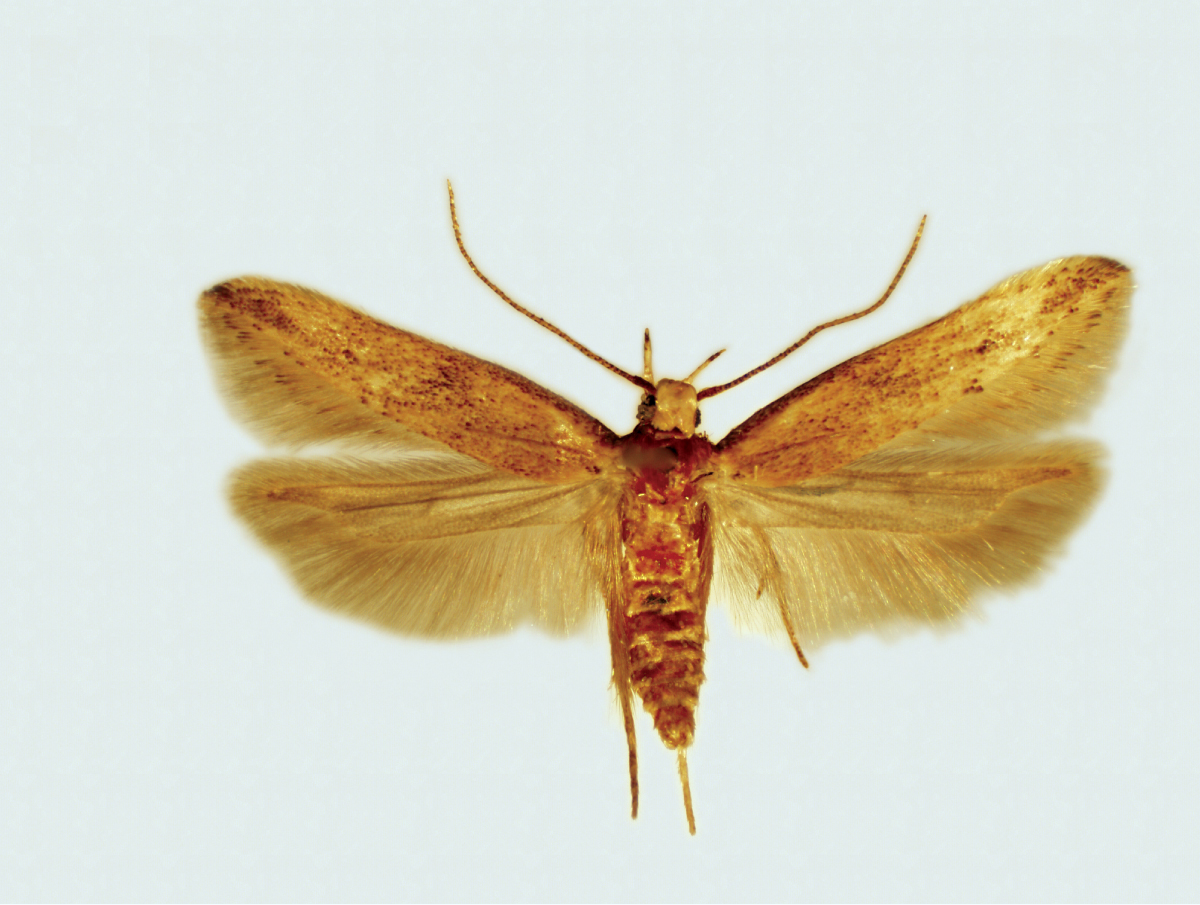
Un espécimen recogido por CSIRO

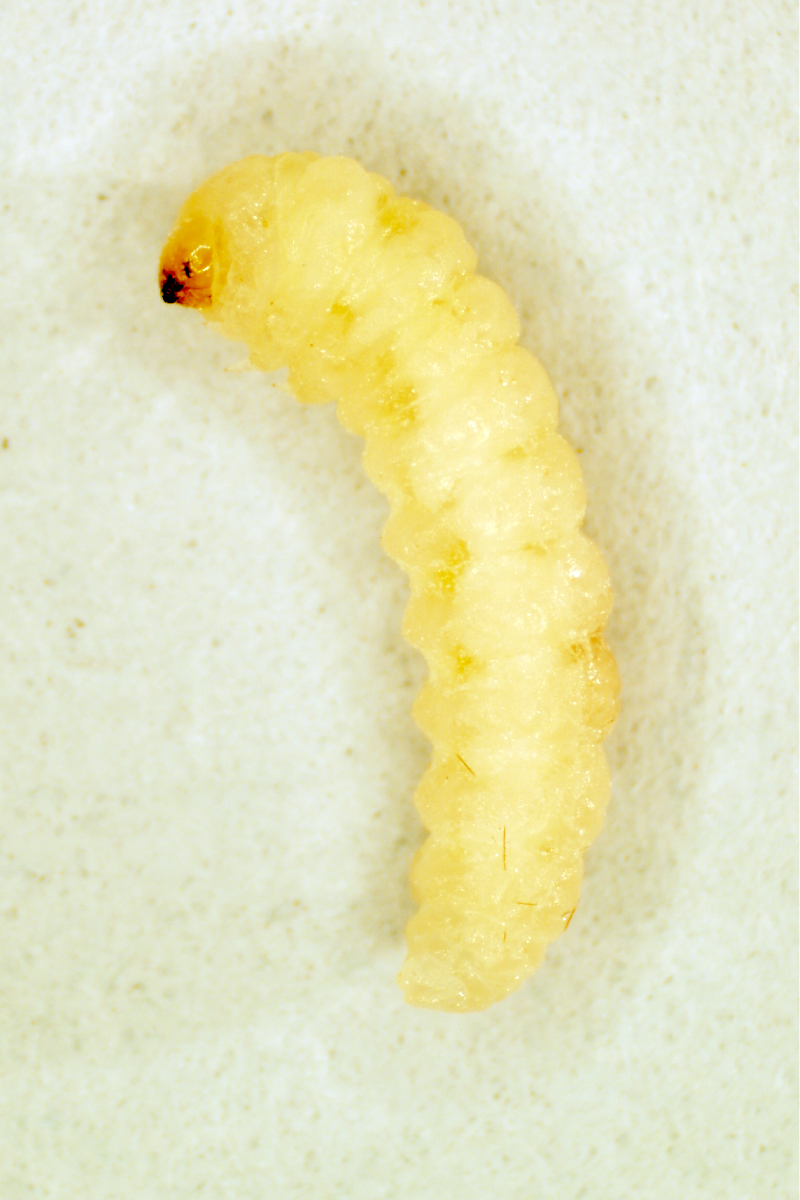
Sitotroga cerealella, larva

Sitotroga cerealella, también conocida como alucita de los cereales, palomilla de los cereales, entre otros es una especie de Gelechioidea. Es la especie tipo de su género: Sitotroga, ubicada en la subfamilia Pexicopiinae de la familia Gelechiidae. Anteriormente, estaba incluida en la subfamilia Chelariinae, que los autores más recientes no separan de Pexicopiinae y normalmente incluso no se considera una tribu distinta (Chelariini) dentro de ellos.

## Descripción
El color de los adultos es de un gris pardusco, con las alas plegadas miden 5 a 7 mm, presentan una envergadura de 10 a 16 mm. Las polillas adultas no se alimentan; ponen sus huevos en los granos no infestados y mueren rápidamente. Sus alas posteriores se estrechan bruscamente en parte están bordeadas con pelos largos y forman una "V" que es una marca distintiva.
Las larvas tienen piezas bucales masticadoras mientras que los adultos tienen una espiritrompa.
Sus orugas se alimentan en granos de arroz asiático (Oryza sativa), mijo perla (Cenchrus americanus), sorgo bicolor (Sorghum bicolor), trigos (Triticum) y maíz (Zea mays). Son transportadas dentro de las semillas de la planta huésped y dentro de la cáscara. Debido a esto, esta polilla es una plaga de cereales almacenados. Más inusualmente, las orugas han sido registradas comiendo otras plantas secas, como especímenes de plantas almacenados en herbarios.

## Distribución
Tiene una distribución casi global, incluyendo esencialmente toda Europa así como lugares tan lejanos como Australia, Benín, Brasil, China, Indonesia, Japón, Samoa y los Estados Unidos. Esto se debe a sus hábitos sinantrópicos, que le permiten ser fácilmente transportado en envíos internacionales de grano. 

## Control
Los procedimientos de almacenamiento modernos han reducido los problemas con este insecto. La mariposa es sensible a temperaturas bajas y altas (40 °C). Estas plagas son incapaces de alimentarse o reproducirse a temperaturas por debajo de 17 °C. Se pueden usar temperaturas más bajas para controlar estos insectos. Por ejemplo, el desarrollo de las plagas de insectos (cualquier grado) de grano almacenado se detendrá si se expone a una temperatura de -5 °C durante 12 semanas o 1 semana a -20 °C.[cita requerida]

## Sinónimos
Sinónimos de Sitotroga cereallela:
- Alucita cerealella Olivier, 1789
- Aristotelia ochrescens Meyrick in Caradja & Meyrick, 1938
- Epithectis palearis Meyrick, 1913
- Gelechia arctella Walker, 1864
- Gelechia melanarthra Lower, 1900
- Syngenomictis aenictopa Meyrick, 1927
- Tinea hordei Kirby & Spence, 1815
- Gelechia (Sitotroga?) coarctatella Zeller, 1877